# اچ‌ام‌اس کشورهای (۱۹۰۳)
اچ‌ام‌اس کشورهای (۱۹۰۳) (به انگلیسی: HMS Commonwealth (1903)) یک کشتی بود که طول آن ۴۵۳ فوت ۸ اینچ (۱۳۸٫۲۸ متر) بود. این کشتی در سال ۱۹۰۳ ساخته شد.